# Augustus (Roman)

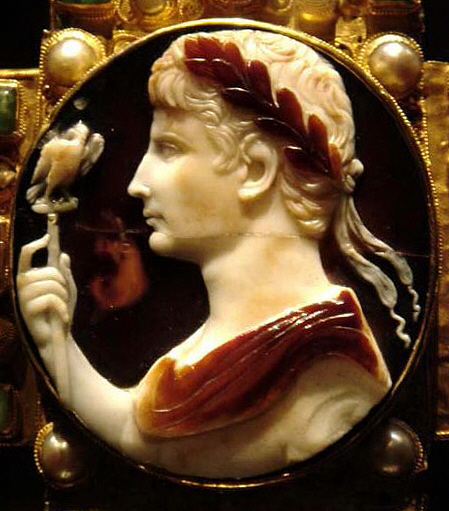
Kamee mit dem Porträt des Augustus

Augustus ist ein historischer Roman des amerikanischen Autors John Williams. Thema des Briefromans ist der Aufstieg des jungen Octavius zum Augustus, dem ersten Kaiser des Römischen Reichs.
Das Buch ist der vierte von nur vier Romanen des Autors, erschien 1972 im Verlag Viking Press und gewann 1973 den National Book Award for Fiction. Es verkaufte sich ebenso schlecht wie sein Vorgänger, der Roman Stoner, der von der Kritik seinerzeit weitgehend ignoriert wurde und zu diesem Zeitpunkt bereits aus den Buchhandlungen verschwunden war.

## Form
Der Roman ist gegliedert wie ein klassisches Drama. Er beginnt mit einem Prolog, es folgen drei Bücher, und er endet mit einem Epilog. Epilog und Prolog bestehen jeweils aus einem einzigen Brief.
Die drei Bücher setzen sich aus Briefen verschiedener Korrespondenten zusammen und sind ergänzt durch unterschiedlich lange Auszüge aus Memoiren und Tagebuchnotizen, durch anonyme Briefe, Senatsprotokolle, Flugblätter und Militärbefehle, die bis auf wenige Ausnahmen fiktiv sind.
Die Anordnung der Briefe und Schriftstücke folgt keiner Chronologie, und ähnlich einem Puzzlespiel entsteht erst mit zunehmender Zahl der Textteile ein stimmiges Gesamtbild.

## Inhalt
Der Prolog besteht aus einem Brief Caesars aus dem Jahr 45 v. Chr. an seine Nichte Atia. In dem Brief bestätigt er, dass er ihren Sohn Gaius Octavius als Nachfolger vorgesehen hat, obwohl dessen Adoption im Senat wegen der Intrigen des Marcus Antonius gescheitert war. Nach seiner Rückkehr aus Spanien nach Rom will Caesar Octavius als Reiterführer einsetzen.
Das erste Buch umfasst die Zeit von der Ermordung Caesars bis zur Niederlage von Marcus Antonius bei Actium. Thema ist die brisante Situation nach dem Mord an Caesar, die offenen Kämpfe, die Intrigen und Schachzüge der Bewerber um die Macht.
Octavius verlässt Apollonia und kehrt fast unbemerkt nach Rom zurück. Er wird begleitet von einem kleinen Trupp Bewaffneter und seinen engen Freunden Marcus Vipsanius Agrippa, Salvidienus Rufus und Gaius Cilnius Maecenas. Gerade erst neunzehn Jahre alt und von zerbrechlicher Gesundheit, im politischen Tagesgeschäft völlig unerfahren, wird er von seinen Konkurrenten nicht ernst genommen. Seine Mutter und sein Stiefvater flehen ihn an, das Erbe Caesars nicht anzutreten. Cicero, der mit den Verschwörern sympathisiert, der die Republik und die alten Machtverhältnisse wiederherstellen möchte, schreibt an Brutus über den „foolish boy“: „Der Junge ist nichts, und wir müssen keine Angst haben.“
Einen breiten Raum nimmt die in einem vertraulich-leichten Ton gehaltene Korrespondenz zwischen Livius und Maecenas ein. Livius ist als Historiker an den Interna des Triumvirats und vor allem an den Motiven des Augustus interessiert, warum er einerseits mit Gegnern wie dem Verschwörer Decimus kooperiert, andererseits Weggenossen opfert und ehemalige Freunde, wie Marcus Antonius brutal bekämpft. Zur Rettung Ciceros, dem „hoffnungslosen Verschwörer“, wie ihn Octavius nennt, den er als Philosoph und Autor aber schätzt, rührt er keinen Finger, während er eine Reihe Verschwörer in wichtige Ämter einsetzt. Woran Maecenas Anstoß nimmt, ist der moralisierende Unterton in Livius' Anfragen, und er schreibt ihm:
„Und in meinen Augen gibt es keine nutzlosere, verachtenswertere Kreatur als einen Moralisten. Er ist nutzlos, weil er all seine Energie damit vergeudet, Urteile zu fällen, statt sein Wissen zu mehren, und dies nur, weil Urteile leicht zu fällen sind, Wissen aber nur schwer zu erlangen ist. Und verachtenswert ist er, weil sein Urteil ein Selbstverständnis spiegelt, das er in seinem Stolz und seiner Ignoranz der ganzen Welt überstülpt.“
Im zweiten Buch geht es um Augustus’ private Beziehungen. Dichter und Philosophen um Maecenas, Männer der Politik, kommen in Gesellschaften zusammen, bei denen ein Freund des Imperators oder Augustus selbst den Gastgeber spielen. Es wird geklatscht über seine Frauen, es werden Gedichte gelesen und Witze gerissen.
Man tauscht sich in Briefen aus, die unterschwelligen Spannungen unter den Gästen, unter ihnen alte und neue Freunde, ehemalige Feinde und aktuelle Gegner, werden registriert und kommentiert.
Das Buch beginnt mit einem Bericht seines ehemaligen Kindermädchens Hirtia, die als Kind von Freigelassenen im Haushalt der Julier in Velitrae gelebt hat. Sie ist nur zehn Jahre älter als Octavius, dessen Eltern die meiste Zeit in Rom weilen. Sie wird seine Spielkameradin und jugendliche Betreuerin, bis ihr Schützling „Tavius“ als Neunjähriger nach Rom geschickt wird. Jetzt eine alte Frau von 60 Jahren besucht sie mit ihrem Sohn die Stadt und trifft auf der Via Sacra zufällig auf Augustus. Die beiden erkennen sich wieder, und Augustus beglückwünscht die Frau, dass sie fünf Söhne aber keine Tochter hat.
Hauptthema des zweiten Buchs ist das Verhältnis zwischen Augustus und seiner einzigen Tochter Julia. Julia, die Spielball der väterlichen Macht- und Dynastiepolitik war, wurde von Augustus wegen Verstoß gegen seine Ehegesetze auf die Insel Pandateria verbannt. In einem Tagebuch lässt sie ihr Leben Revue passieren und versucht in der Rückschau, die Beweggründe für das Handeln des Vaters zu verstehen.
Schon als Kind aus politischen Gründen mit einem Sohn von Marcus Antonius verlobt, wurde sie nacheinander mit Marcus Claudius Marcellus, Marcus Vipsanius Agrippa und schließlich Tiberius verheiratet. Der offene Umgang mit wechselnden Liebhabern brachte ihr schließlich die Verbannung durch ihren Vater ein.
Den größten Teil des Buchs nehmen Auszüge aus diesem Tagebuch ein. Das Buch endet mit der Nachricht, dass Augustus ihren verhassten Ehemann Tiberius adoptiert hat. Mit „Tiberius hat gewonnen“ schließt ihr Tagebuch.
Das dritte Buch besteht aus einem einzigen, sehr persönlichen Brief von Augustus an Nikolaus von Damaskus mit Datum Neapel vom 9. bis 11. August 14 AD, d. h. gut eine Woche vor seinem Tod in Nola. Augustus ist an Bord seiner Yacht unterwegs von Ostia nach Neapel. Er unternimmt die Reise auf Druck seiner Frau Livia aus Gründen der Staatsräson, um seinem designierten und im Volk unbeliebten Nachfolger Tiberius durch einen Besuch Unterstützung zu signalisieren.
Inzwischen 76 Jahre alt, schwach und krank und von den Gebrechen des Alters gezeichnet, denkt Augustus über sein Leben nach, das sich dem Ende zuneigt.
Sein Werk, die Errichtung des römischen Imperiums, vergleicht er mit dem Werk des Dichters Vergil. Anders als die Aeneis, die Rom ohne Zweifel überleben wird, wird die Zeit Rom zerstören. Sein Schicksal war es, die Welt zu verändern.
Zwar hat Rom vierzig Jahre Frieden erleben können, die Grenzen scheinen gesichert, Rechtssicherheit wurde durch eine Justizreform hergestellt, kein Römer muss hungern. Trotzdem muss er resigniert feststellen, dass bei allem Frieden und Wohlstand die alten römischen Tugenden verschwunden sind. Beispielhaft zeigt sich das am Schicksal des alten römischen Binnenhafens bei Puteoli, in dem die römische Flotte einst kampftauglich zur Vernichtung des „Piraten“ Sextus Pompeius gerüstet wurde, während er heute nur noch die Tische der Reichen Roms mit Austern versorgt. Er hinterlässt zwar ein geordnetes Reich, macht sich aber keine Illusionen, dass Frieden und Ordnung ihn lange überdauern werden. Seinen designierten Nachfolger Tiberius verachtet er. Tiberius ist nicht nur die wahre Ursache für das Desaster der römischen Legionen in der Schlacht gegen Arminius, er macht ihn auch verantwortlich für das Schicksal seiner Tochter Julia. Tiberius ist ein grausamer Mann, aber „Grausamkeit eines Herrschers ist ein kleinerer Fehler als Schwäche oder Dummheit.“
Der Epilog ist ein Brief an Seneca aus dem Jahr 55, mit dem Philippus von Athen, für wenige Monate der Leibarzt des Augustus, der den kranken Imperator die letzten Monate bis zu seinem Tod begleitet hatte, eine Anfrage des Philosophen beantwortet und einfühlsam ein Bild des von ihm bewunderten und verehrten Mannes entwirft.

## Kritiken
Johann Schliemann von der Süddeutschen Zeitung nennt das Buch „eine spannende Geschichte aus einer revolutionären Epoche der Weltgeschichte“, es erzähle von der Macht und ihrem Preis.
" [...] das Besondere ist, wie John Williams mit seiner klaren, beweglichen Sprache Licht auf Charaktere wirft, die einem wie Figuren des menschlichen Lebens selbst erscheinen.
„Und so kommt es, dass inmitten bunteren Personals die Zentralfigur selbst, der Kaiser, der schon in der Antike als Chamäleon galt, gerade nicht persönlich greifbar wird – sondern eine Ausnahmeerscheinung und ein trauriger Jedermann zugleich“.
Alexander Camman von der Zeit nennt den Roman ein „atemberaubendes Buch“. „Das gilt für die Perfektion seines realistischen Erzählens ebenso wie für die Wahl dieses besonderen historischen Stoffes, für die gelungene Komposition, vor allem aber für die ungewöhnliche Form dieses Romans.“ Williams habe keinen „herkömmlichen Historienschinken geschrieben“, sondern er benutze Augustus vielmehr dazu, um ewige Probleme darzustellen: „... den Preis historischer Größe, die Einsamkeit und Melancholie der Macht, den eigentümlichen Willen, sein Schicksal zu erkennen und dieses als dessen Werkzeug zu vollstrecken. All das passiert in einem klaren, reduzierten existenzialistischen Sound“.
Stefan Kister von der Stuttgarter Zeitung schreibt, der Roman sei spannend wie ein Thriller.
Williams’ spezifisches Erzählverfahren verleihe dem historischen Stoff eine „tiefenscharfe Gegenwärtigkeit“, die den Historienplunder von Monumentalschinken des Kinos, die Melodramen von Marc Anton und Cleopatra – d. h. Richard Burton und Liz Taylor – bis hin zu Asterix beiseitewische.
„Doch entgegen der Devise des von Augustus geförderten Horaz, wonach Dichter entweder unterhalten oder nützen sollen, schafft dieser Roman beides zugleich. Über den Abgrund der Zeiten hinweg zeichnet er das subtile Porträt eines Mannes, der in jungen Jahren die Welt verbessern wollte, der viel erreicht hat, aber vielleicht noch mehr verloren, und der wegen der zahlreichen Rollen, die er spielen musste, am Ende nicht mehr weiß, wer er ist.“ Kister würdigt explizit die Übersetzung Bernhard Robbens: „[…] aus lateinischem Geist aus dem Amerikanischen ins heutige Germanische gerettet.“

## Ausgaben
- Augustus. New York, The Viking Press 1972. ISBN 0-670-14112-7
- Augustus. With an introduction by John McGahern. London: Vintage Books 2003. ISBN 978-0-09-944508-1
- Augustus. Introduced by Daniel Mendelsohn. New York: New York Review Books 2014. ISBN 978-1-59017-821-8
- Augustus. Roman. Aus dem amerikanischen Englisch von Bernhard Robben. München: dtv 2016. ISBN 978-3-423-28089-1

Hörbuch
- Augustus. Übers. von Bernhard Robben. Ungekürzte Lesung mit Christian Redl, Hanns Zischler, Jens Wawrczeck, Corinna Kirchhoff, Ulrich Noethen, Felix von Manteuffel u.  a. 2 mp3-CDs. Der Hörverlag, 2016. ISBN 978-3-8445-2371-3